# Christophe Charle
Christophe Charle (* 28. Juli 1951 in Paris) ist ein französischer Historiker und emeritierter Professor für Neuere und Neueste Geschichte der Universität Universität Paris I (Panthéon-Sorbonne). In seinen Werken befasst er sich insbesondere mit der französischen Sozialgeschichte des 19. und beginnenden 20. Jahrhunderts, der Geschichte von Universitäten, Akademikern und Kulturinstitutionen, der Geschichte der Modernität sowie dem Verhältnis von Geschichts- und Sozialwissenschaften.

## Leben
Nach dem Schulabschluss am renommierten Lycée Henri IV wurde Charle 1970 Student im geisteswissenschaftlichen Zweig der École normale supérieure in der Pariser Rue d’Ulm und parallel an der Université Paris I Panthéon-Sorbonne. Zudem nahm er an Seminaren der wirtschafts- und sozialwissenschaftlichen (VI.) Sektion der École pratique des hautes études (EPHE) teil, aus der 1975 die École des hautes études en sciences sociales (EHESS) hervorging. Obwohl er im Hauptfach Geschichte studierte, war einer der laut Charle prägendsten akademischen Lehrer der Soziologe Pierre Bourdieu. Er bestand 1973 die Agrégation (Staatsprüfung für das höhere Lehramt) in Geschichte und wurde im Juni 1975 unter Betreuung von Pierre Vilar in Neuerer und Neuester Geschichte (histoire contemporaine) promoviert (doctorat de 3e cycle).
Nach zwei Jahren als Lehrer an weiterführenden Schulen wurde Charle 1978 Forschungsmitarbeiter am Centre national de la recherche scientifique (CNRS). Nach Abschluss seiner von Maurice Agulhon betreuten thèse d’État (entspricht etwa einer Habilitation) zum Thema Intellektuelle und Eliten in Frankreich, 1880–1900 erhielt er 1986 den Rang eines Directeur de recherche am CNRS (einer Forschungsprofessur vergleichbar). 1991 erhielt er eine Professur an der Universität Lyon III, 1993 wechselte er als Professor für Neuere und Neueste Geschichte an die Universität Paris I Panthéon-Sorbonne, wo er bis zum Eintritt in den Ruhestand lehrte. Von 1992 bis 2001 war Charle außerdem Professeur associé am Institut d’études politiques de Paris (Sciences Po).
Von 2000 bis 2013 war er Direktor des Institut d’histoire moderne et contemporaine (Instituts für Geschichte der Neuzeit und Neuesten Zeit), einer gemeinsamen Forschungseinheit von ENS Paris, Panthéon-Sorbonne und CNRS. Von 2003 bis 2013 war Charle außerdem Mitglied des Institut universitaire de France, wo er den Lehrstuhl für Vergleichende westeuropäische Gesellschaftsgeschichte innehatte. Seine Forschungsgebiete sind Sozial- und Kulturgeschichte sowie Vergleichende europäische Geschichte.
Charle ist Mitglied der Redaktion der Actes de la recherche en sciences sociales und war Mitglied der Revue d'histoire moderne et contemporaine und von Histoire de l'éducation. Es ist außerdem Mitglied der Historischen Kommission der Stadt Paris.

## Publikationen (Auswahl)
- La crise littéraire à l'époque du naturalisme, Presses de l'École normale supérieure, 1979.
- Les hauts fonctionnaires en France au XIXe siècle, Gallimard, collection Archives, 1980.
- Les Professeurs de la faculté des lettres de Paris, dictionnaire biographique, Paris CNRS-INRP, 2 Bände:
  - Band 1: 1809–1908, 1985, 182 S. (Online lesen)
  - Band 2: 1909–1939, 1986, 218 S. (Online lesen)
- Les Élites de la République (1880–1900), 1987, 2., erweiterte Auflage 2006.
- Les Professeurs du Collège de France, dictionnaire biographique (1901–1939), Paris, CNRS-INRP, 1988 (in Zusammenarbeit mit Eva Telkes), 248 S. (Online lesen)
- Naissance des « intellectuels » (1880–1900), Minuit, Reihe Le Sens commun, 1990.
- Histoire sociale de la France au XIXe siècle, Reihe "Points. Histoire", Paris 1991, 392 S., ISBN 2-02-010327-3
- La République des universitaires, Le Seuil, 1994.
- Les Intellectuels en Europe au XIXe siècle, Le Seuil, 1996, Neuauflage 2001.
  - deutsch: Vordenker der Moderne. Die Intellektuellen im 19. Jahrhundert, Frankfurt am Main 1997.
- Paris fin de siècle, culture et politique, Le Seuil, 1998.
- La Crise des sociétés impériales (1900–1940), essai d'histoire sociale comparée de l'Allemagne, de la France et de la Grande-Bretagne, Éditions du Seuil, 2001, 2e édition, 2008.
- Théâtres en capitales, naissance de la société du spectacle à Paris, Berlin, London und Wien, 1860–1914, Éditions Albin Michel, 2008,
  - deutsch: Theaterhauptstädte, Berlin 2012, ISBN 978-3-86938-042-1.
- Discordance des temps. Une brève histoire de la modernité, Armand Colin, 2011, 2. Auflage 2022.
- Histoire des universités, édition revue et augmentée (gemeinsam mit Jacques Verger), Puf, 2012.
- Homo Historicus : Réflexions sur l'histoire, les historiens et les sciences sociales, Armand Colin, 2013.
- La dérégulation culturelle : essai d'histoire des cultures en Europe au XIXe siècle, Puf, 2015.
- La vie intellectuelle en France (herausgegeben von Charle und Jeanpierre), Le Seuil, 2016.
- L'Europe des intellectuels, figures et configurations XIXe–XXe siècle, Paris, CNRS éditions 2024.

## Auszeichnungen
- 2001: Silbermedaille des CNRS[3]
- 2013: Ritter (Chevalier) des Ordre national du Mérite.